# Colina Edimburgo

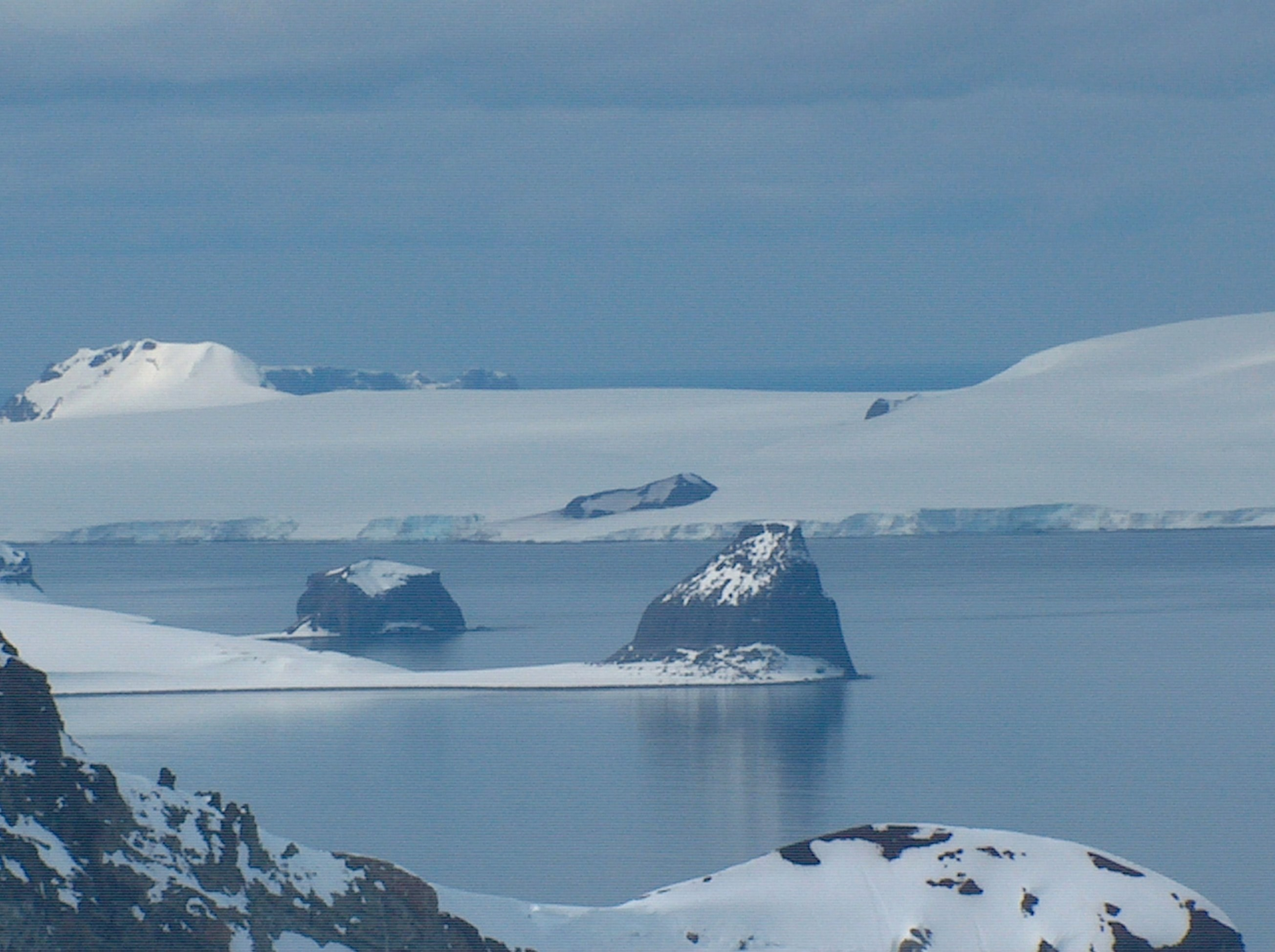
Colina de Edimburgo desde Lozen Nunatak

La Colina Edimburgo o Edinburgh Hill es un cabo angosto que se proyecta 650 metros desde la costa este de la península Varna, en la isla Livingston, parte de las Islas Shetland del Sur, en la Antártida. Este cabo se adentra en el estrecho de McFarlane y culmina en una colina rocosa prominente de 180 metros de altura, cuya mitad inferior está compuesta por columnas de basalto.
Edinburgh Hill forma el lado noroeste de la entrada a Moon Bay. La zona fue visitada por cazadores de focas a comienzos del siglo XIX.
Este accidente geográfico recibe su nombre de la ciudad de Edimburgo, en Escocia.